# Østre Ringvej (Ringe)
 For alternative betydninger, se Østre Ringvej. (Se også artikler, som begynder med Østre Ringvej)
 Østre Ringvej  er en to sporet indre ringvej der går øst om Ringe. 
Vejen er med til at lede trafikken vest om Ringe Centrum, så byen ikke bliver belastet af for meget gennemkørende trafik.
Vejen forbinder Lomebjergevej i syd med Jernbanegade i nord, og har forbindelse til Tingagervej, Bellisvej, Tinghøj Alle, Ørbækvej hvor der er forbindelse til Assens af sekundærrute 323 og til Svendborgmotorvejen primærrute 9. 
Vejen passere derefter Bakkevej og slutter i Jernbanegade, hvor der er forbindelse til Ringe Station.
| Trafik | Spire Denne trafikartikel er en spire som bør udbygges. Du er velkommen til at hjælpe Wikipedia ved at udvide den. |

|  | Denne artikel om en bygning eller et bygningsværk kan blive bedre, hvis der indsættes et (bedre) billede. Du kan hjælpe ved at afsøge Wikimedia Commons for et passende billede eller lægge et op på Wikimedia Commons med en af de tilladte licenser og indsætte det i artiklen. |

55°14′11.3″N 10°28′59.7″Ø / 55.236472°N 10.483250°Ø